# International Symposium on Runes and Runic Inscriptions
International Symposium on Runes and Runic Inscriptions är en internationell konferens ägnad runor och runinskrifter, som hölls första gången 1980 och sedan vart femte år, med undantag av den åttonde konferensen 2014 som hölls fyra år efter konferensen  2010.
Nästa konferens kommer att hållas 2019 i Kiel, Tyskland.

## Tidigare konferenser
- First International Symposium on Runes and Runic Inscriptions, maj 1980, Ann Arbor, Michigan, USA.
- Runor och runinskrifter. [Second International symposium on Runes and Runic Inscriptions], 8–11 september 1985, Sigtuna, Sverige.
- Third International Symposium on Runes and Runic Inscriptions, 8-12 augusti 1990, Grindaheim, Norge.
- Das Vierte Internationale Symposium über Runen und Runeninschriften [Fourth International Symposium on Runes and Runic Inscriptions], 4–9 augusti 1995, Göttingen, Tyskland.
- Fifth International Symposium on Runes and Runic Inscriptions, 16–20 augusti 2000, Jelling, Danmark.
- Languages and scripts in contact. Sixth International Symposium on Runes and Runic Inscriptions, 11–16 augusti 2005, Lancaster, Storbritannien.
- Runes in Context. Seventh International Symposium on Runes and Runic Inscriptions, 9–14 augusti 2010, Oslo, Norge.
- Reading Runes: Discovery, Decipherment, Documentation. Eighth International Symposium on Runes and Runic Inscriptions 1-6 september 2014, Nyköping, Sverige.